# Ягодное (Оренбургская область)
Ягодное — село в Грачёвском районе Оренбургской области, входит в состав Петрохерсонецкого сельсовета.

## География
Находится на правом берегу речки Боровка на расстоянии примерно 12 километров по прямой на север-северо-восток от районного центра села Грачёвка.

## История
Основано в 1853 году переселенцами из села Озерье Бузулукского уезда (крепостные помещика Путилова). В 1859 году было 50 дворов и 460 жителей, в 1900 — 136 дворов и 719 человек. В советское время работали колхозы «Новая жизнь» и «Знамя труда». В 2000-е годы после банкротства последнего село вошло в колхоз им. Шевченко.

## Население
Население составляло 429 человек (68 % русские) по переписи 2002 года, 393 по переписи 2010 года.